# Infocop
Infocop es el órgano de comunicación del Consejo General de Colegios Oficiales de Psicólogos. Esta revista nació, inicialmente, como suplemento de otra de las publicaciones de este Consejo, y finalmente, se constituyó como publicación independiente. Actualmente, incorpora artículos, noticias y entrevistas relacionados con el mundo de la psicología.
Se orienta, en su versión en línea, tanto al público general como a los profesionales, investigadores y estudiantes de psicología. Infocop es un referente para todo tipo de entidades, organismos, instituciones, que estén tratando de localizar información relacionada con temas psicológicos, y sirve como punto de partida para localizar artículos científicos sobre psicología.